# Alva Adams
Alva Adams (Adamsville, 14 maggio 1850 – Battle Creek, 1º novembre 1922) è stato un politico statunitense, membro del Partito Democratico e tre volte governatore del Colorado dal 1887 al 1889, dal 1897 al 1899 e nel 1905.
In suo onore sono stati intitolati l'omonima contea nello stato del Colorado e l'omonima città nello stato dell'Oklahoma.